# Arvor Hansen
Arvor Hansen (Koppenhága, 1886. november 5. – Frederiksberg, 1962. június 19.) olimpiai bronzérmes dán tornász.
Az 1908. évi nyári olimpiai játékokon indult tornában és csapat összetettben 4. lett.
Az 1912. évi nyári olimpiai játékokon is indult tornában és egyéni összetettben 26. lett.
Szintén ezen az olimpián csapat összetettben szabadon választott szerekkel bronzérmes lett.
Klubcsapatai a Ydun és a Frederiksberg Gymnastik- og Svømmeforening voltak.